# Alfonso Ituarte Servín
Alfonso Ituarte Servín (Ciudad de México, 30 de octubre de 1914-Ciudad de México, 30 de junio de 1986) fue un político, contador y empresario mexicano

## Participación política
Comienza su actividad política a los 20 años de edad, en la campaña de Antonio I. Villarreal por el Gobierno de la Ciudad de México.
Ingresó al Partido Acción Nacional en 1942, fue diputado federal de la XLIII Legislatura (1955-1958), cargo que volvió a ocupar en la XLVII Legislatura (1967-1970). Fue elegido presidente del PAN el 14 de octubre de 1956.

## Estudios
Cursó la educación primaria en el colegio Luz Saviñón.
Realizó estudios de contador privado en la Escuela Superior de Comercio del Instituto Politécnico Nacional (1938-1942).
Finaliza sus estudios universitarios en edad adulta en la Escuela Bancaria y Comercial. 

## Actividades empresariales
Se enfocó en actividades industriales iniciando en un taller de fabricación de zapatos. 
Fundó varias empresas entre las que destacan un ingenio en Cuautla, Morelos; una finca productora de uva en el Valle de Santo Domingo, Baja California Sur; una fábrica de rompope y una compañía dedicada a la venta de materiales para construcción en Guadalajara, Jalisco.

## Otras actividades
- Miembro de la Liga Nacional Defensora de la Libertad Religiosa.
- Miembro de la Asociación Católica de la Juventud Mexicana (ACJM).
- Presidente del Comité Diocesano de México 1935.
- Miembro de la Acción Católica Mexicana (ACM)
- Miembro y presidente de la Unión de Católicos Mexicanos (UCM) (1953-1955).
- Fundador y presidente del Centro Cívico del Distrito Federal.
- Miembro del Pentatlón Universitario.
- Consejero de la Cámara Nacional de la Industria de la Transformación (CANACINTRA).